# Hadewijch de Amberes
Hadewijch de Amberes o Hadewijch de Brabante (Ducado de Brabante, siglo XIII - ibídem, Siglo XIII o Siglo XIV) fue una poetisa y escritora mística cristiana perteneciente al movimiento de las beguinas.

## Datos biográficos
Existen pocos datos biográficos de Hadewijch, pero probablemente nació hacia finales del siglo XII en Amberes, Brabante, que todavía formaba parte del Sacro Imperio Romano Germánico. Su muerte se señala pasada la primera mitad del siglo XIII, hacia 1260 en Nivelles. Hasta el momento no tenemos información biográfica directa. En consecuencia, no se puede decir nada con certeza sobre el origen, la ascendencia y el lugar de residencia de Hadewijch. Tampoco podemos determinar exactamente dónde y cuándo nació y murió.
Perteneció a la comunidad de mujeres laicas católicas conocidas como beguinas, que se sometían a la vida de comunidad sin constituirse en conventos ni tener jerarquía entre ellas; se dedicaban a la contemplación y a realizar obras de caridad entre pobres y enfermos. Igualmente hacían votos de castidad de duración anual.

## Obra
Puesta en relación con otras escritoras beguinas, como Beatriz de Nazareth y Matilde de Magdeburgo, con sus escritos quiso compartir sus propias experiencias místicas (Visiones), aunque también se conservan escritos de carácter epistolar (Cartas) y poesías (Mengeldichten).
A diferencia de la costumbre culta de la época, no escribió en latín, sino en la lengua vulgar de su región, esto es, neerlandés medio. No obstante, parecía tener conocimientos de latín, además de dominar de manera culta su propia lengua, lo que hace suponer que Hadewijch era de origen noble.
Entre las influencias que se han identificado en su obra y pensamiento, destaca sobre todo Bernardo de Claraval, pero parece haber conocido además las obras de Guillermo de Saint Thierry y Ricardo de San Víctor.

## Edición en castellano
- Canciones. Madrid: Ediciones Siruela. 2022. ISBN 978-84-18859-54-0.
- Dios, amor y amante. Madrid: Ediciones Paulinas. 2004. ISBN 9788428510943.
- Flores de Flandes. Madrid: Biblioteca de Autores Cristianos. 2001. ISBN 9788479145149.
- El lenguaje del deseo. Poemas de Hadewijch de Amberes. María Tabuy (edit. y trad.). Madrid: Trotta. 1999. ISBN 84-8164-357-2.